# Philadelphia City Hall
L'hôtel de ville de Philadelphie (en anglais : Philadelphia City Hall) est un bâtiment construit à la fin du XIXe siècle dans le style Napoléon III pour servir d'hôtel de ville à la ville de Philadelphie, en Pennsylvanie, sur la côte Est des États-Unis.

## Situation
Il se trouve à côté de l'église néogothique Saint-Jean-l'Évangéliste.

## Histoire
Il a été construit entre 1871 et 1901.

## Architecture
Ses toits mansardés évoquent le palais du Louvre.
Sa tour mesure 167 mètres de hauteur (avec la statue de William Penn à son sommet). Il fut le plus haut bâtiment habité du monde de 1894 à 1908 et, jusqu'à la construction du One Liberty Place entre 1984 et 1987, le plus haut bâtiment de la ville. Cette statue, haute de 11 mètres et pesant 27 tonnes, est la plus grande sculpture au monde au sommet d'un édifice.[réf. nécessaire]

## Galerie

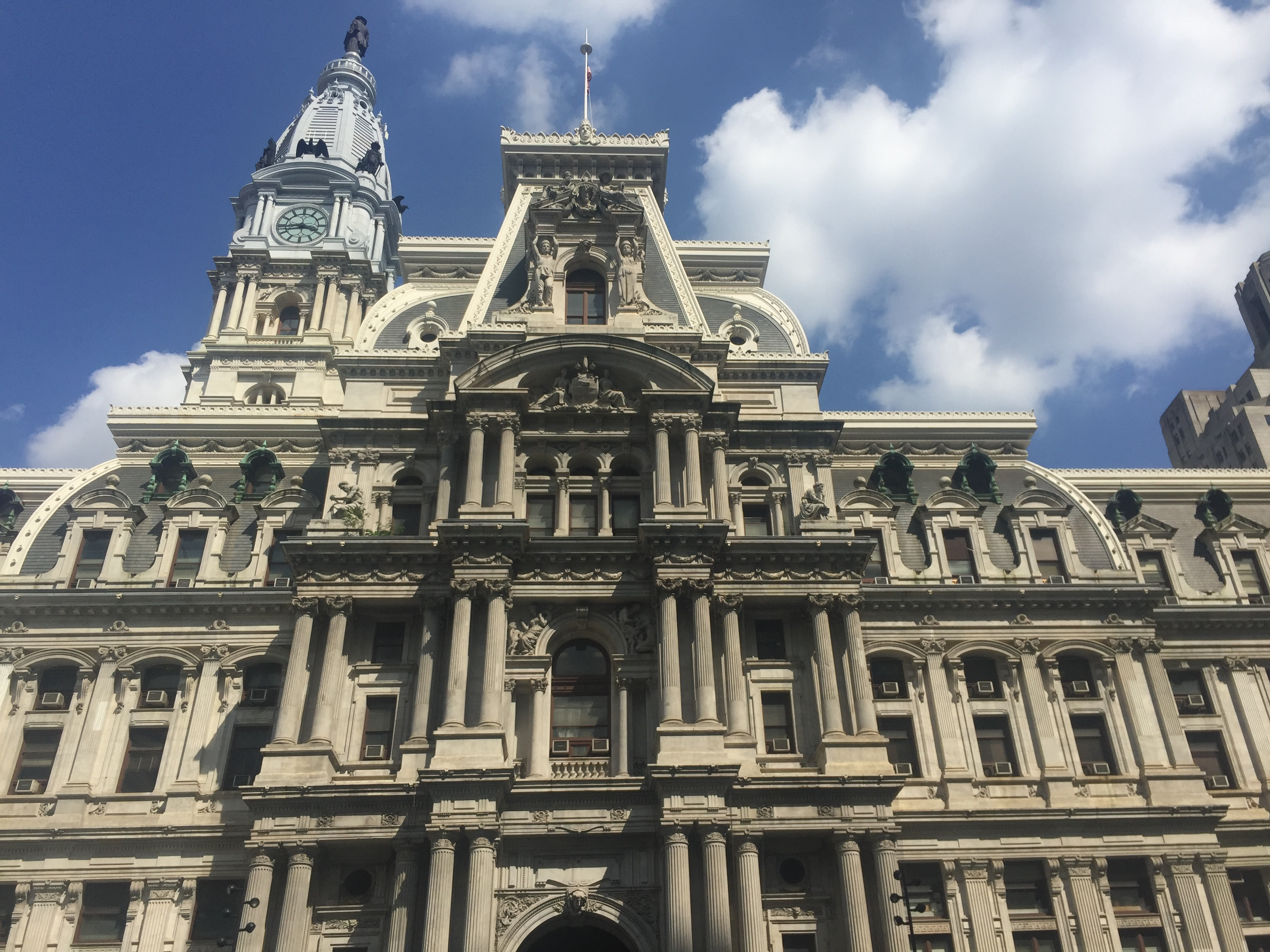
Hôtel de Ville de Philadelphie
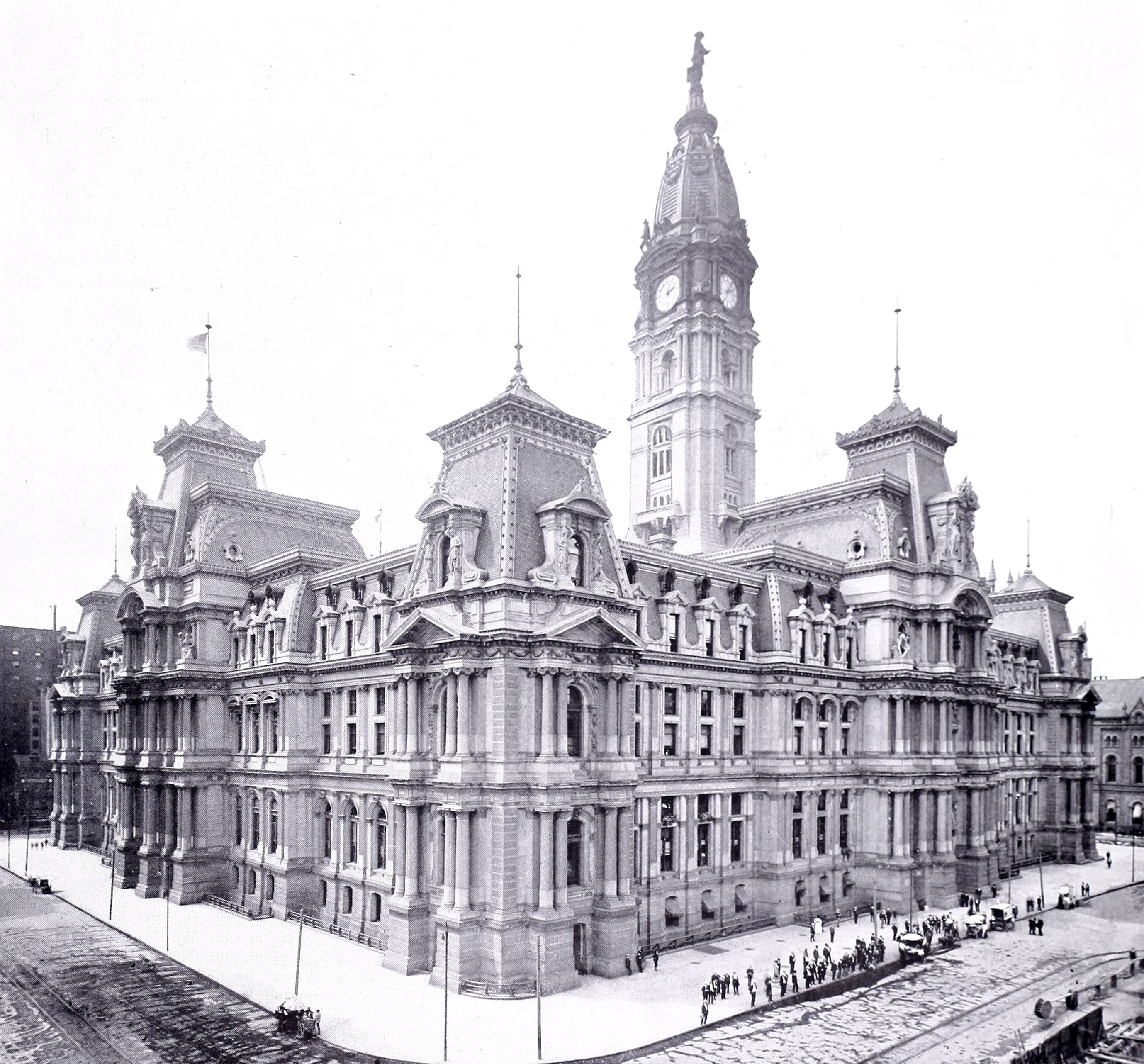